# Six corps de marchands

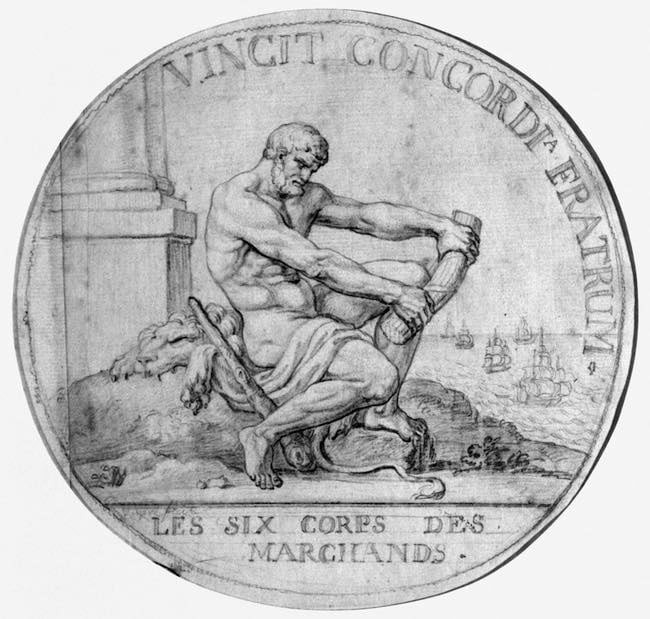
« Les six corps de marchands » par Augustin Dupré (1788).

Les Six Corps désignent les corps de métiers des marchands de la ville de Paris, du Moyen Âge à la Révolution française.
Ils ne comprenaient pas les corps des métiers qui n'étaient pas marchands : métiers de l'Université de Paris (comme les libraires, les parcheminiers, ciriers, les médecins), métiers banaux relevant d'un grand officier de la couronne de France (comme les boulangers, les bouchers, les cabaretiers, les maîtres d'armes et fourbisseurs d'armes, les maréchaux-ferrants, les musiciens et facteurs d'instruments, les porcelainiers, les verriers, les tuiliers, les charbonniers, les maçons, les charpentiers, les peintres et tailleurs d'images, et autres métiers du bâtiment, etc.).
Ces grands corps étaient subdivisés en des centaines de sous-corps ayant chacun une spécialité.

## Historique

Écu de Paris

Il s'agissait des drapiers, des épiciers, des merciers, des fourreurs, des bonnetiers et des orfèvres (dans l'ordre de préséance arrêté en 1660).
Leurs statuts donnés par les souverains leur offrent des privilèges et des droits de police, les corps étaient gouvernés par des maîtres et avaient des armoiries.
- Les drapiers (y compris les chaussetiers fabriquant les chausses) ont leur statut depuis 1188. D'abord installé rue de la Vieille-Draperie (une partie de la rue de Lutèce sur l'île de la Cité), le siège du Corps fut installé en 1527 rue des Déchargeurs dans le quartier Sainte-Opportune.
- Les épiciers (y compris les apothicaires, droguistes, confituriers et ciriers) étaient installés rue Quincampoix.
- Les merciers (négociants en gros, marchands d'étoffe de soie, de brochées en or et argent, de dorure et galons, de dentelles, de fer, de soieries, de modes, de toiles...) étaient le corps le plus nombreux, avec des statuts de 1407. Leur bureau était lui aussi installé rue Quincampoix.
- Les fourreurs (y compris les pelletiers) étaient installés rue Bertin-Poirée, dans le quartier Sainte-Opportune.
- Les bonnetiers (fabriquant et vendant les bonnets, bas, gants, chaussons et mitaines) avaient leur bureau dans la rue des Écrivains (disparue sous la rue de Rivoli) dans le quartier Saint-Jacques-de-la-Boucherie.
- Les orfèvres (y compris les joailliers, bijoutiers et marchands d'or, d'argent, de diamants, de perles et pierres précieuses) formaient le sixième et dernier des corps. Ils étaient installés aux no 8 & 10 de la rue des Orfèvres.

À la fin de la Guerre de Sept Ans, le secrétaire d'État à la Marine Choiseul fit appel à la générosité des habitants du royaume pour financer la construction de vaisseaux : la flotte française ayant perdu nombre de ses unités (batailles de Lagos et des Cardinaux) et surtout l'État étant très largement endetté.
Les Six Corps des marchands de Paris offrirent assez d'argent pour faire construire le vaisseau de 74 canons (28 pièces de 36 livres, 30 de 18 livres et 16 de 8 livres) les Six Corps, lancé en 1762 et qui resta en service jusqu'en 1779.

## Organisation
Chaque corps avait un statut comportant une quarantaine d'articles réglant l'organisation de la profession, la désignation du syndic, des contrôleurs et examinateurs jurés, l'apprentissage et le statut des apprentis, limitant leur nombre et leur travail, le nombre de maîtres et les modalités d'accès à la maîtrise, le chef-d'œuvre.
Les compagnons étaient tous engagés par un maître pour un an, le plus souvent à compter du jour de la fête du saint-patron du métier, et renouvelés tous le même jour.
Seuls les maîtres avaient le droit de faire marchandise, c'est-à-dire de vendre publiquement à prix fixé pour un ouvrage, les compagnons devaient être payés au temps, et jamais à la pièce.
Chaque corps de métier était doublé par une ou plusieurs confréries qui assuraient les œuvres charitables et pieuses du métier, notamment les écoles gratuites pour les enfants et les apprentis, les hospices pour les compagnons malades ou séniles, les banquet de réception, les funérailles. Ces confréries avaient le nom d'un saint protecteur, le plus souvent celui du métier, et leur siège dans une chapelle d'une paroisse de Paris.